# Shahla Humbatova
Shahla Humbatova es una abogada de derechos humanos azerbaiyana desde 2013. 

## Biografía
Humbatova en 2013 comenzó como abogada a defender casos de derechos humanos, es una de las dos mujeres dispuestas a abanderar tales casos en la cultura conservadora de su país. Ha atraído críticas y admiración por defender clientes LGBT y asumido casos de derechos humanos de alto nivel. Trabaja en casos políticos de derechos humanos en Azerbaiyán y los presenta en el Tribunal Europeo de Derechos Humanos. En 2019 después de hablar públicamente sobre las precarias condiciones del prisionero político y bloguero Mehman Huseynov el Colegio de Abogados de Azerbaiyán amenazó a Humbatova con procedimientos disciplinarios después de que el servicio penitenciario de Azerbaiyán presentó una denuncia en su contra por difundir información supuestamente falsa después de que hablaó públicamente sobre la huelga de hambre y el mal estado de salud de su cliente. Aunque entonces no se tomaron medidas disciplinarias contra Humbatova, tales acciones son indicativas de las políticas de represalia de las autoridades y del Colegio de Abogados contra los abogados que ejercen su derecho a la libertad de expresión. Criticada por el Instituto Internacional de derechos humanos y abogados por abogados que pidieron que fuera retirada la inhabilitación por la naturaleza arbitraria de sus cargos. Un número creciente de abogados independientes ha sido objeto de acoso, enjuiciamiento penal e inhabilitación en represalia por su trabajo en casos políticamente delicados, especialmente aquellos relacionados con violaciones de los derechos humanos.  
El 4 de marzo de 2020 fue reconocida con el premio de  Premio Internacional a las Mujeres de Coraje por el Secretario de Estado de los EE. UU. Earle D. Litzenberger, el embajador de EE. UU., se trasladó a Washington D. C. para darla el premio. Ha sido la primera persona de Azerbaiyán en ganar este premio después de ser premiada en Estados Unidos por lo mismo que en su país es castigada.
En 2020 un tribunal de Azerbaiyán aprobó su inhabilitación, siendo una de las últimas abogadas de derechos humanos que quedan en el país, confirmando una reclamación del Colegio de Abogados por no haber pagado su cuota de membresía, aunque según Humbatova las acusaciones tenían motivaciones políticas puesto que la asociación en ningún momento la notificó esto.

## Premios y reconocimientos
2020 Premio Internacional a las Mujeres de Coraje por el Secretario de Estado de los EE. UU.